# Jonas Lotsne
Jonas David Erik Lotsne (tidigare Johansson) född 23 september 1974 i Lidköpings församling i Skaraborgs län, är en svensk militär.

## Biografi
Lotsne gjorde sin grundutbildning som jägargruppchef vid Livregementets husarer. Han avlade officersexamen vid Krigsskolan 1997 och utnämndes samma år till fänrik vid Livregementets husarer, där han tjänstgjorde där som eldledningsinstruktör vid en jägarpluton och som kompanichef. Efter att ha tjänstgjort i Militära underrättelse- och säkerhetstjänsten befordrades han 2012 till överstelöjtnant och var 2014–2016 chef för 32. underrättelsebataljonen vid Livregementets husarer.
Från juni till december 2015 var han chef för det svenska underrättelseförbandet Mali 02 (ett förband inom ramen för MINUSMA, FN:s insats i Mali). Utöver de militära grupperingarna kartlade förbandet även exempelvis sociala, ekonomiska och mediala aspekter. Det förfogade över bland annat en fjärrspaningsskvadron, obemannade flygfarkoster och telekrigsenheter. I en intervju sade Lotsne: ”Det handlar om att skaffa så pass mycket information om läget så att man kan ge ett bra underlag till chefer på olika nivåer att planera efter. Det kan handla om vägarnas beskaffenhet, vilka väpnade grupper som finns i området eller vem som sitter som spindeln i nätet när det kommer till smuggling och kriminalitet. Oftast hänger allt samman.”
Från april till oktober 2016 var Lotsne chef för Taktikavdelningen vid Försvarsmaktens logistik (FMLOG), där han arbetade med försvarsplanering och krigsorganisering av FMLOG. År 2016 befordrades han till överste, varpå han var chef för Artilleriregementet 2016–2019 och stabschef i Ledningsstaben i Högkvarteret från 2019. Sedan den 1 april 2021 är Lotsne brigadgeneral[källa behövs] och chef för Resursproduktionsenheten i Produktionsledningen i Högkvarteret.